# 청남초등학교 (충북)
청남초등학교는 대한민국 충청북도 청주시 상당구 영운동에 있는 초등학교다.

## 학교 연혁
- 1904.11.01 청주군 남주내면(현 남문로1가) 사립 광남학교 개설
- 1908.08.01 광남학교(廣南學校)에서 청남학교(淸南學校)로 교명 변경
- 1908.11.01 대한제국 학부대신 설립허가를 받아 미국인 선교사 민노아(閔老雅) 경영
- 1921.04.01 4년제에서 6년제 학교로 승격 (1922, 23년 졸업생이 없음)
- 1922.10.05 망선루 교사 제일교회 내 신축준공
- 1923.04.01 청신여학교 흡수 남녀 공학
- 1935.04.15 청남학교 개교 30주년 기념식, 행사
- 1936.10.12 신사참배 불응으로 9일간 휴교 처분
- 1938.04.01 현 교지(상당구 영운동 127번지)로 학교 이전
- 1942.07.01 김용태 독지가 토지 70두락(2만평) 기증, 교사신축, 교장취임

- 1945.4.1 일제의 강압에 의하여 공립 성남국민학교로 교명 개칭
- 1945.9.24 광복 후 6개월만에 청남국민학교로 교명 환원, 개교
- 1951.8.10 구 후관 단층 기와지붕 교사 완공
- 1962.8.30 구 본관 2층 교사 3회 걸쳐 완공
- 1985.11.20 신 후관 3층 교사 4회 걸쳐 완공
- 1990.9.27 신 본관 태양열 교실 3층 3회 걸쳐 완공
- 1996.3.14 청남국민학교에서 청남초등학교로 교명 변경
- 1999.10.9 남문로 제일교회 뒤 망선루 구 교사 해체
- 2000.12.7 중앙공원 내로 이전 망선루 구 교사 복원
- 2002.2.20 제92회 졸업식
- 2003.2.15 제93회 졸업식
- 2004.2.17 제94회 졸업식(졸업생 수 16,672명)
- 2004.11.1 100주년 기념행사
- 2005.2.18 제95회 졸업식(졸업생 수 16,873명)
- 2006.2.18 제96회 졸업식(졸업생 수 17,071명)
- 2007.2.15 제97회 졸업식(졸업생 수 17.263명)
- 2008.2.20 제98회 졸업식(졸업생 수 17,443명)
- 2009.2.17 제99회 졸업식(졸업생 수 167명 총17,614명)
- 2010.2.17 제100회 졸업식(졸업생 수 178명 총 17,781명)
- 2011.2.24 제101회 졸업식(졸업생 수 142명 총 17,923명)
- 2012.2.17 제102회 졸업식(졸업생 수 126명 총 18,049명)
- 2013.2.19 제103회 졸업식(졸업생 수 134명 총 18,183명)
- 2014.2.18 제104회 졸업식(졸업생 수 103명 총 18,286명)

ㅗ